# Kosicze Wielkie
Kosicze Wielkie (biał. Вялікія Косічы; ros. Большие Косичи) – wieś na Białorusi, w obwodzie brzeskim, w rejonie brzeskim, w sielsowiecie Czernie, przy linii kolejowej Baranowicze – Brześć (E 20).
W dwudziestoleciu międzywojennym leżały w Polsce, w województwie poleskim, w powiecie brzeskim, w gminie Kosicze. Po II wojnie światowej w granicach Związku Sowieckiego. Od 1991 w niepodległej Białorusi.